# Gran Premio motociclistico di San Marino e della Riviera di Rimini 2024
Il Gran Premio motociclistico di San Marino e della Riviera di Rimini 2024 è stata la tredicesima prova del motomondiale del 2024. Le vittorie nelle quattro classi sono andate a: Jorge Martín nella Sprint e Marc Márquez nella gara della MotoGP, Ai Ogura in Moto2, Ángel Piqueras in Moto3, Mattia Casadei ed Óscar Gutiérrez nelle due gare della MotoE.
Con il quarto posto conquistato in Gara 1, Héctor Garzó diventa matematicamente Campione del Mondo della MotoE.
Per Ángel Piqueras si tratta del primo successo in carriera nel Motomondiale a 17 anni, 9 mesi e 9 giorni.

## Prove e Qualifiche

### MotoE
Nelle due sessioni di prove libere, il pilota più veloce in pista è Alessandro Zaccone in 1'39"925.
In qualifica, l'ultima Pole Position della stagione, la sua prima del 2024, viene conquistata da Mattia Casadei segnando il miglior tempo in 1'39"856; ecco i risultati dei primi cinque classificati:
| Pos | Nº | Pilota             | Team                | Tempo    |
| --- | -- | ------------------ | ------------------- | -------- |
| 1   | 40 | Mattia Casadei     | LCR E-Team          | 1'39.856 |
| 2   | 51 | Eric Granado       | LCR E-Team          | 1'39.923 |
| 3   | 81 | Jordi Torres       | Openbank Aspar Team | 1'39.954 |
| 4   | 61 | Alessandro Zaccone | Tech3 E-Racing      | 1'39.967 |
| 5   | 21 | Kevin Zannoni      | Openbank Aspar Team | 1'40.019 |

### Moto3
Nella sessione di prove libere, David Alonso fa segnare il tempo più veloce in 1'41"175. Nelle due sessioni di Pre-Qualifiche, il colombiano si conferma come pilota più veloce in pista in 1'40"184.
In qualifica, David Alonso si prende la sua sesta Pole stagionale, in 1'40"505, davanti a Luca Lunetta; ecco i risultati dei primi cinque classificati:
| Pos | Nº | Pilota         | Team                           | Tempo    |
| --- | -- | -------------- | ------------------------------ | -------- |
| 1   | 80 | David Alonso   | CFMoto Gaviota Aspar Team      | 1'40.505 |
| 2   | 58 | Luca Lunetta   | SIC58 Squadra Corse            | 1'40.922 |
| 3   | 48 | Iván Ortolá    | MT Helmets - MSi               | 1'40.940 |
| 4   | 36 | Ángel Piqueras | Leopard Racing                 | 1'40.950 |
| 5   | 95 | Collin Veijer  | Liqui Moly Husqvarna Intact GP | 1'40.959 |

### Moto2
In Moto2, nella sessione di prove libere il più veloce in pista è Tony Arbolino con un tempo di 1'35"775. Nelle due sessioni di Pre-Qualifiche, il pilota più veloce in pista è Arón Canet che fa segnare il miglior tempo in 1'35"185.
In qualifica, Tony Arbolino conquista la sua prima Pole della carriera in Moto2, in 1'35"229, mentre chiude secondo Celestino Vietti; ecco i risultati dei primi cinque classificati:
| Pos | Nº | Pilota           | Team                     | Tempo    |
| --- | -- | ---------------- | ------------------------ | -------- |
| 1   | 14 | Tony Arbolino    | Elf Marc VDS Racing Team | 1'35.229 |
| 2   | 13 | Celestino Vietti | Red Bull KTM Ajo         | 1'35.240 |
| 3   | 79 | Ai Ogura         | MT Helmets - MSi         | 1'35.419 |
| 4   | 44 | Arón Canet       | Fantic Racing            | 1'35.466 |
| 5   | 10 | Diogo Moreira    | Italtrans Racing         | 1'35.521 |

### MotoGP
A questo weekend di gara partecipano come wildcard: Stefan Bradl con la Honda e Pol Espargaró con la KTM, mentre Joan Mir è costretto a dare forfait per il weekend.
Nella prima sessione di prove libere il miglior tempo è fatto segnare da Jorge Martín in 1'31"707. Nella sessione di Pre-qualifica è Francesco Bagnaia il pilota più veloce in pista facendo segnare il miglior tempo in 1'30"685. Nella seconda sessione di prove libere è invece Marco Bezzecchi il pilota più veloce in pista in 1'31"237.
Nel Q1 riescono passano il turno Álex Márquez e Brad Binder. Nella Q2, la Pole va a Francesco Bagnaia davanti a Franco Morbidelli e Marco Bezzecchi che completa una prima fila tutta italiana. Di seguito i risultati delle qualifiche:
| Pos. | Nº | Pilota                | Team                         | Tempo     | Tempo    |
| Pos. | Nº | Pilota                | Team                         | Q1        | Q2       |
| ---- | -- | --------------------- | ---------------------------- | --------- | -------- |
| 1    | 1  | Francesco Bagnaia     | Ducati Lenovo Team           | Già in Q2 | 1'30.304 |
| 2    | 21 | Franco Morbidelli     | Prima Pramac Racing          | Già in Q2 | 1'30.589 |
| 3    | 72 | Marco Bezzecchi       | Pertamina Enduro VR46 Racing | Già in Q2 | 1'30.609 |
| 4    | 89 | Jorge Martín          | Prima Pramac Racing          | Già in Q2 | 1'30.645 |
| 5    | 31 | Pedro Acosta          | Red Bull GASGAS Tech3        | Già in Q2 | 1'30.656 |
| 6    | 33 | Brad Binder           | Red Bull KTM Factory Racing  | 1'30.908  | 1'30.748 |
| 7    | 73 | Álex Márquez          | Gresini Racing               | 1'30.903  | 1'30.878 |
| 8    | 23 | Enea Bastianini       | Ducati Lenovo Team           | Già in Q2 | 1'30.900 |
| 9    | 93 | Marc Márquez          | Gresini Racing               | Già in Q2 | 1'30.929 |
| 10   | 20 | Fabio Quartararo      | Monster Energy Yamaha        | Già in Q2 | 1'31.054 |
| 11   | 12 | Maverick Viñales      | Aprilia Racing               | Già in Q2 | 1'31.155 |
| 12   | 43 | Jack Miller           | Red Bull KTM Factory Racing  | Già in Q2 | 1'31.202 |
| 13   | 41 | Aleix Espargaró       | Aprilia Racing               | 1'31.101  |          |
| 14   | 49 | Fabio Di Giannantonio | Pertamina Enduro VR46 Racing | 1'31.260  |          |
| 15   | 44 | Pol Espargaró         | Red Bull KTM Factory Racing  | 1'31.471  |          |
| 16   | 5  | Johann Zarco          | Castrol Honda LCR            | 1'31.485  |          |
| 17   | 37 | Augusto Fernández     | Red Bull GASGAS Tech3        | 1'31.538  |          |
| 18   | 88 | Miguel Oliveira       | Trackhouse Racing            | 1'31.543  |          |
| 19   | 25 | Raúl Fernández        | Trackhouse Racing            | 1'31.591  |          |
| 20   | 42 | Álex Rins             | Monster Energy Yamaha        | 1'31.721  |          |
| 21   | 10 | Luca Marini           | Repsol Honda                 | 1'31.923  |          |
| 22   | 30 | Takaaki Nakagami      | Idemitsu Honda LCR           | 1'32.071  |          |
| 23   | 6  | Stefan Bradl          | HRC Test Team                | 1'32.972  |          |

## Gare

### MotoGP

#### Sprint
Con una grandissima partenza, si porta subito in prima posizione Jorge Martín senza più mollarla e vincendo la gara Sprint davanti a Francesco Bagnaia e Franco Morbidelli, al primo podio con il formato Sprint, davanti di poco a Enea Bastianini, in quarta posizione. Quinto Marc Márquez seguito subito dietro da Pedro Acosta, sesto e migliore delle KTM. Settime ed ottave le due KTM ufficiali di Brad Binder davanti a Jack Miller, mentre chiude la zona punti in nona posizione Fabio Quartararo. Di seguito i risultati della gara Sprint:

##### Arrivati al traguardo
| Pos. | Nº | Pilota            | Squadra                     | Motocicletta       | Giri | Tempo     | Griglia | Punti |
| ---- | -- | ----------------- | --------------------------- | ------------------ | ---- | --------- | ------- | ----- |
| 1º   | 89 | Jorge Martín      | Prima Pramac Racing         | Ducati Desmosedici | 13   | 19'56"502 | 4º      | 12    |
| 2º   | 1  | Francesco Bagnaia | Ducati Lenovo Team          | Ducati Desmosedici | 13   | +1.495    | 1º      | 9     |
| 3º   | 21 | Franco Morbidelli | Prima Pramac Racing         | Ducati Desmosedici | 13   | +1.832    | 2º      | 7     |
| 4º   | 23 | Enea Bastianini   | Ducati Lenovo Team          | Ducati Desmosedici | 13   | +2.041    | 8º      | 6     |
| 5º   | 93 | Marc Márquez      | Gresini Racing              | Ducati Desmosedici | 13   | +6.469    | 9º      | 5     |
| 6º   | 31 | Pedro Acosta      | Red Bull GASGAS Tech3       | KTM RC16           | 13   | +6.796    | 5º      | 4     |
| 7º   | 33 | Brad Binder       | Red Bull KTM Factory Racing | KTM RC16           | 13   | +9.979    | 6º      | 3     |
| 8º   | 43 | Jack Miller       | Red Bull KTM Factory Racing | KTM RC16           | 13   | +10.726   | 12º     | 2     |
| 9º   | 20 | Fabio Quartararo  | Monster Energy Yamaha       | Yamaha YZR-M1      | 13   | +11.015   | 10º     | 1     |
| 10º  | 73 | Álex Márquez      | Gresini Racing              | Ducati Desmosedici | 13   | +11.352   | 7º      |       |
| 11º  | 12 | Maverick Viñales  | Aprilia Racing              | Aprilia RS-GP      | 13   | +11.658   | 11º     |       |
| 12º  | 41 | Aleix Espargaró   | Aprilia Racing              | Aprilia RS-GP      | 13   | +12.083   | 13º     |       |
| 13º  | 5  | Johann Zarco      | Castrol Honda LCR           | Honda RC213V       | 13   | +21.119   | 16º     |       |
| 14º  | 44 | Pol Espargaró     | Red Bull KTM Factory Racing | KTM RC16           | 13   | +21.542   | 15º     |       |
| 15º  | 88 | Miguel Oliveira   | Trackhouse Racing           | Aprilia RS-GP      | 13   | +21.995   | 18º     |       |
| 16º  | 37 | Augusto Fernández | Red Bull GASGAS Tech3       | KTM RC16           | 13   | +23.442   | 17º     |       |
| 17°  | 25 | Raúl Fernández    | Trackhouse Racing           | Aprilia RS-GP      | 13   | +24.280   | 19°     |       |
| 18°  | 10 | Luca Marini       | Repsol Honda                | Honda RC213V       | 13   | +24.747   | 21°     |       |
| 19°  | 42 | Álex Rins         | Monster Energy Yamaha       | Yamaha YZR-M1      | 13   | +24.873   | 20°     |       |
| 20°  | 30 | Takaaki Nakagami  | LCR Honda Idemitsu          | Honda RC213V       | 13   | +25.154   | 22°     |       |

##### Ritirati
| Nº | Pilota                | Squadra                      | Motocicletta       | Giri | Griglia |
| -- | --------------------- | ---------------------------- | ------------------ | ---- | ------- |
| 49 | Fabio Di Giannantonio | Pertamina Enduro VR46 Racing | Ducati Desmosedici | 6    | 14º     |
| 72 | Marco Bezzecchi       | Pertamina Enduro VR46 Racing | Ducati Desmosedici | 4    | 3º      |
| 6  | Stefan Bradl          | HRC Test Team                | Honda RC213V       | 2    | 23º     |

#### Gara
Luca Marini non prende parte alla gara a causa di un'influenza.
Inizia la gara con il cielo che promette pioggia ma alla partenza è asciutto e Francesco Bagnaia tiene la leadership della gara davanti ad Jorge Martín. Iniziando però a scendere le prime gocce di pioggia dopo pochi giri e lo spagnolo decide di rientrare ai box tentando l'azzardo, insieme a Maverick Viñales, Pedro Acosta (già caduto in precedenza), Raúl Fernández ed Álex Rins. Tuttavia, il rischio non paga poiché smette subito di piovere costringendo i piloti ad un'ulteriore sosta venendo poi doppiati e con il solo Martín in zona punti, quindicesimo. Bagnaia guadagna molto terreno ma con pista bagnata si fanno sotto molti piloti tra cui Marc Márquez che lo passa e non molla più la testa della gara vincendo la sua seconda gara consecutiva, davanti all'italiano che guadagna comunque 19 punti sul rivale. Chiude il podio Enea Bastianini, terzo. Quarto posto per Brad Binder davanti a Marco Bezzecchi e Fabio Quartararo, che eguaglia il suo miglior risultato stagionale. Ottavo Jack Miller, seguito da Fabio Di Giannantonio, reduce dall'infortunio alla spalla. Decima posizione per Pol Espargaró, davanti a Miguel Oliveira, unica Aprilia a punti. Seguono le tre Honda a punti di Johann Zarco, Takaaki Nakagami e la wildcard Stefan Bradl, ai primi punti stagionali. Di seguito i risultati della gara:

##### Arrivati al traguardo
| Pos. | Nº | Pilota                | Squadra                      | Motocicletta       | Giri | Tempo     | Griglia | Punti |
| ---- | -- | --------------------- | ---------------------------- | ------------------ | ---- | --------- | ------- | ----- |
| 1º   | 93 | Marc Márquez          | Gresini Racing               | Ducati Desmosedici | 27   | 41'52"083 | 9º      | 25    |
| 2º   | 1  | Francesco Bagnaia     | Ducati Lenovo                | Ducati Desmosedici | 27   | +3.102    | 1º      | 20    |
| 3º   | 23 | Enea Bastianini       | Ducati Lenovo                | Ducati Desmosedici | 27   | +5.428    | 8º      | 16    |
| 4º   | 33 | Brad Binder           | Red Bull KTM Factory Racing  | KTM RC16           | 27   | +14.185   | 6º      | 13    |
| 5º   | 72 | Marco Bezzecchi       | Pertamina Enduro VR46 Racing | Ducati Desmosedici | 27   | +16.725   | 3º      | 11    |
| 6º   | 73 | Álex Márquez          | Gresini Racing               | Ducati Desmosedici | 27   | +17.582   | 7º      | 10    |
| 7º   | 20 | Fabio Quartararo      | Monster Energy Yamaha        | Yamaha YZR-M1      | 27   | +17.642   | 10º     | 9     |
| 8º   | 43 | Jack Miller           | Red Bull KTM Factory Racing  | KTM RC16           | 27   | +19.327   | 12º     | 8     |
| 9º   | 49 | Fabio Di Giannantonio | Pertamina Enduro VR46 Racing | Ducati Desmosedici | 27   | +27.946   | 14º     | 7     |
| 10º  | 44 | Pol Espargaró         | Red Bull KTM Factory Racing  | KTM RC16           | 27   | +38.781   | 15º     | 6     |
| 11º  | 88 | Miguel Oliveira       | Trackhouse Racing            | Aprilia RS-GP      | 27   | +46.386   | 18º     | 5     |
| 12º  | 5  | Johann Zarco          | Castrol Honda LCR            | Honda RC213V       | 27   | +62.367   | 16º     | 4     |
| 13º  | 30 | Takaaki Nakagami      | Idemitsu Honda LCR           | Honda RC213V       | 27   | +70.717   | 22º     | 3     |
| 14º  | 6  | Stefan Bradl          | HRC Test Team                | Honda RC213V       | 27   | +77.547   | 23º     | 2     |
| 15º  | 89 | Jorge Martín          | Prima Pramac Racing          | Ducati Desmosedici | 26   | +1 giro   | 4º      | 1     |
| 16º  | 12 | Maverick Viñales      | Aprilia Racing               | Aprilia RS-GP      | 26   | +1 giro   | 11º     |       |
| 17º  | 31 | Pedro Acosta          | Red Bull GASGAS Tech3        | KTM RC16           | 26   | +1 giro   | 5º      |       |
| 18º  | 25 | Raúl Fernández        | Trackhouse Racing            | Aprilia RS-GP      | 26   | +1 giro   | 19º     |       |
| 19º  | 42 | Álex Rins             | Monster Energy Yamaha        | Yamaha YZR-M1      | 26   | +1 giro   | 20º     |       |

##### Ritirati
| Nº | Pilota            | Squadra               | Motocicletta       | Giri | Griglia |
| -- | ----------------- | --------------------- | ------------------ | ---- | ------- |
| 41 | Aleix Espargaró   | Aprilia Racing        | Aprilia RS-GP      | 27   | 14º     |
| 21 | Franco Morbidelli | Prima Pramac Racing   | Ducati Desmosedici | 5    | 2º      |
| 37 | Augusto Fernández | Red Bull GASGAS Tech3 | KTM RC16           | 5    | 17º     |

##### Non partiti
| Nº | Pilota      | Squadra      | Motocicletta | Griglia |
| -- | ----------- | ------------ | ------------ | ------- |
| 10 | Luca Marini | Repsol Honda | Honda RC213V | 21º     |

### Moto2
Dopo più di due mesi dall'ultima volta, Ai Ogura torna alla vittoria portandosi in testa alla Classifica Piloti. Seconda posizione per Arón Canet e gradino più basso del podio per Tony Arbolino, terzo. Quarta posizione per Manuel González, davanti a Jake Dixon quinto. Torna a punti dopo due gare e chiude sesto Fermín Aldeguer seguito da Filip Salač, settimo e al miglior risultato stagionale. Ottima ottava posizione per Diogo Moreira seguito da Albert Arenas, Darryn Binder e Senna Agius. Dodicesima ma alle prese con diversi infortuni  Sergio García che chiude davanti a Joe Roberts. Chiudono la zona punti Somkiat Chantra e Marcos Ramírez. Di seguito i risultati della gara:

#### Arrivati al traguardo
| Pos | Nº | Pilota                  | Squadra                        | Motocicletta | Giri | Tempo     | Griglia | Punti |
| --- | -- | ----------------------- | ------------------------------ | ------------ | ---- | --------- | ------- | ----- |
| 1°  | 79 | Ai Ogura                | MT Helmets - MSi               | B-24         | 22   | 35'26"583 | 3º      | 25    |
| 2°  | 44 | Arón Canet              | Fantic Racing                  | Kalex        | 22   | +0.609    | 4º      | 20    |
| 3°  | 14 | Tony Arbolino           | Elf Marc VDS Racing Team       | Kalex        | 22   | +4.639    | 1º      | 16    |
| 4°  | 18 | Manuel González         | QJMotor Gresini Moto2          | Kalex        | 22   | +6.948    | 9º      | 13    |
| 5°  | 96 | Jake Dixon              | CFMoto Inde Aspar Team         | Kalex        | 22   | +10.863   | 14º     | 11    |
| 6°  | 54 | Fermín Aldeguer         | Beta Tools Speed Up            | B-24         | 22   | +12.642   | 10º     | 10    |
| 7°  | 12 | Filip Salač             | Elf Marc VDS Racing Team       | Kalex        | 22   | +13.542   | 11º     | 9     |
| 8°  | 10 | Diogo Moreira           | Italtrans Racing Team          | Kalex        | 22   | +15.002   | 5º      | 8     |
| 9°  | 75 | Albert Arenas           | QJMotor Gresini Moto2          | Kalex        | 22   | +15.970   | 6º      | 7     |
| 10° | 15 | Darryn Binder           | Liqui Moly Husqvarna Intact GP | Kalex        | 22   | +16.032   | 25º     | 6     |
| 11° | 81 | Senna Agius             | Liqui Moly Husqvarna Intact GP | Kalex        | 22   | +16.634   | 16º     | 5     |
| 12° | 3  | Sergio García           | MT Helmets - MSi               | B-24         | 22   | +17.939   | 24º     | 4     |
| 13° | 16 | Joe Roberts             | OnlyFans American Racing Team  | Kalex        | 22   | +20.560   | 7º      | 3     |
| 14° | 35 | Somkiat Chantra         | Idemitsu Honda Team Asia       | Kalex        | 22   | +20.943   | 22º     | 2     |
| 15° | 24 | Marcos Ramírez          | OnlyFans American Racing Team  | Kalex        | 22   | +21.308   | 12º     | 1     |
| 16° | 22 | Ayumu Sasaki            | Yamaha VR46 Master Camp Team   | Kalex        | 22   | +24.708   | 17º     |       |
| 17° | 52 | Jeremy Alcoba           | Yamaha VR46 Master Camp Team   | Kalex        | 22   | +24.787   | 21º     |       |
| 18° | 7  | Barry Baltus            | RW-Idrofoglia Racing GP        | Kalex        | 22   | +25.936   | 20º     |       |
| 19° | 51 | Deniz Öncü              | Red Bull KTM Ajo               | Kalex        | 22   | +26.807   | 13º     |       |
| 20° | 84 | Bo Bendsneyder          | Preicanos Racing Team          | Kalex        | 22   | +27.123   | 15º     |       |
| 21° | 28 | Izan Guevara            | CFMoto Inde Aspar Team         | Kalex        | 22   | +30.171   | 26º     |       |
| 22° | 71 | Dennis Foggia           | Italtrans Racing Team          | Kalex        | 22   | +36.352   | 18º     |       |
| 23° | 84 | Zonta van den Goorbergh | RW-Idrofoglia Racing GP        | Kalex        | 22   | +36.526   | 19º     |       |
| 24° | 5  | Jaume Masiá             | Preicanos Racing Team          | Kalex        | 22   | +37.046   | 27º     |       |
| 25° | 34 | Mario Aji               | Idemitsu Honda Team Asia       | Kalex        | 22   | +38.225   | 28º     |       |
| 26° | 43 | Xavier Artigas          | Klint Forward Factory Team     | Forward      | 22   | +55.095   | 31º     |       |
| 27° | 20 | Xavier Cardelús         | Fantic Racing                  | Kalex        | 22   | +56.207   | 29º     |       |
| 28° | 40 | Unai Orradre            | Klint Forward Factory Team     | Forward      | 22   | +65.082   | 30º     |       |
| 29° | 21 | Alonso López            | Beta Tools Speed Up            | B-24         | 21   | +1 giro   | 8º      |       |

#### Ritirati
| Nº | Pilota           | Squadra                | Motocicletta | Giri | Griglia |
| -- | ---------------- | ---------------------- | ------------ | ---- | ------- |
| 13 | Celestino Vietti | Red Bull KTM Ajo       | Kalex        | 19   | 2º      |
| 19 | Mattia Pasini    | Team Ciatti Boscoscuro | B-24         | 14   | 23º     |

### Moto3
Prima vittoria in carriera per Ángel Piqueras, nonostante gli siano stati inflitti due long lap penalty, regalando anche la prima vittoria stagionale a Leopard Racing. Dietro per soli 35 millesimi Daniel Holgado e chiude terzo Iván Ortolá. Subito giù dal podio, anche lui per pochi millesimi, Taiyo Furusato davanti a Collin Veijer. Sesta posizione per Joel Kelso grazie alla penalità di David Alonso per non aver rispettato i track limits nel corso dell'ultimo giro. Ottavo Tatsuki Suzuki, chiude nono Luca Lunetta, penalizzato e miglior degli italiani, davanti al compagno di squadra Filippo Farioli. Undicesimo e seconda volta a punti in stagione David Almansa e segue Jacob Roulstone. Chiudono la zona punti Adrián Fernández, anche lui penalizzato, davanti a Stefano Nepa e Scott Ogden. Di seguito i risultati della gara:

#### Arrivati al traguardo
| Pos | Nº | Pilota               | Squadra                        | Motocicletta  | Giri | Tempo     | Griglia | Punti |
| --- | -- | -------------------- | ------------------------------ | ------------- | ---- | --------- | ------- | ----- |
| 1°  | 36 | Ángel Piqueras       | Leopard Racing                 | Honda NSF250R | 20   | 34'02"766 | 4º      | 25    |
| 2°  | 96 | Daniel Holgado       | Red Bull GASGAS Tech3          | KTM RC 250 GP | 20   | +0.035    | 7º      | 20    |
| 3°  | 48 | Iván Ortolá          | MT Helmets - MSi               | KTM RC 250 GP | 20   | +0.226    | 3º      | 16    |
| 4°  | 72 | Taiyo Furusato       | Honda Team Asia                | Honda NSF250R | 20   | +0.259    | 9º      | 13    |
| 5°  | 95 | Collin Veijer        | Liqui Moly Husqvarna Intact GP | Husqvarna     | 20   | +0.491    | 5º      | 11    |
| 6°  | 66 | Joel Kelso           | BOE Motorsports                | KTM RC 250 GP | 20   | +0.977    | 6º      | 10    |
| 7°  | 80 | David Alonso         | CFMoto Gaviota Aspar Team      | CFMoto        | 20   | +0.596    | 1º      | 9     |
| 8°  | 24 | Tatsuki Suzuki       | Liqui Moly Husqvarna Intact GP | Husqvarna     | 20   | +3.756    | 23º     | 8     |
| 9°  | 58 | Luca Lunetta         | SIC58 Squadra Corse            | Honda NSF250R | 20   | +6.789    | 2º      | 7     |
| 10° | 7  | Filippo Farioli      | SIC58 Squadra Corse            | Honda NSF250R | 20   | +8.088    | 11º     | 6     |
| 11° | 22 | David Almansa        | Kopron Rivacold Snipers Team   | Honda NSF250R | 20   | +8.122    | 19º     | 5     |
| 12° | 12 | Jacob Roulstone      | Red Bull GASGAS Tech3          | KTM RC 250 GP | 20   | +8.400    | 17º     | 4     |
| 13° | 31 | Adrián Fernández     | Leopard Racing                 | Honda NSF250R | 20   | +9.366    | 8º      | 3     |
| 14° | 82 | Stefano Nepa         | LevelUp - MTA                  | KTM RC 250 GP | 20   | +9.911    | 10º     | 2     |
| 15° | 19 | Scott Ogden          | FleetSafe Honda - MLav Racing  | Honda NSF250R | 20   | +11.067   | 20º     | 1     |
| 16° | 10 | Nicola Fabio Carraro | LevelUp - MTA                  | KTM RC 250 GP | 20   | +17.122   | 21º     |       |
| 17° | 6  | Ryusei Yamanaka      | MT Helmets - MSi               | KTM RC 250 GP | 20   | +30.484   | 13º     |       |
| 18° | 85 | Xabi Zurutuza        | Red Bull KTM Ajo               | KTM RC 250 GP | 20   | +32.041   | 22º     |       |
| 19° | 34 | Jakob Rosenthaler    | Liqui Moly Husqvarna Intact GP | Husqvarna     | 20   | +32.138   | 27º     |       |
| 20° | 55 | Noah Dettwiler       | CIP Green Power                | KTM RC 250 GP | 20   | +38.080   | 25º     |       |
| 21° | 5  | Tatchakorn Buasri    | Honda Team Asia                | Honda NSF250R | 20   | +38.148   | 26º     |       |
| 22° | 78 | Joel Esteban         | CFMoto Gaviota Aspar Team      | CFMoto        | 20   | +43.960   | 24º     |       |

#### Ritirati
| Nº | Pilota             | Squadra                       | Motocicletta  | Giri | Griglia |
| -- | ------------------ | ----------------------------- | ------------- | ---- | ------- |
| 18 | Matteo Bertelle    | Kopron Rivacold Snipers Team  | Honda NSF250R | 16   | 16º     |
| 21 | Vicente Pérez      | FleetSafe Honda - MLav Racing | Honda NSF250R | 16   | 18º     |
| 99 | José Antonio Rueda | Red Bull KTM Ajo              | KTM RC 250 GP | 0    | 12º     |
| 64 | David Muñoz        | BOE Motorsports               | KTM RC 250 GP | 0    | 14º     |
| 54 | Riccardo Rossi     | CIP Green Power               | KTM RC 250 GP | 0    | 15º     |

### MotoE

#### Gara 1

##### Arrivati al traguardo
| Pos. | Nº | Pilota             | Squadra                       | Giri | Tempo     | Griglia | Punti |
| ---- | -- | ------------------ | ----------------------------- | ---- | --------- | ------- | ----- |
| 1º   | 40 | Mattia Casadei     | LCR E-Team                    | 8    | 13'24"775 | 1º      | 25    |
| 2º   | 61 | Alessandro Zaccone | Tech3 E-Racing                | 8    | +0.168    | 4º      | 20    |
| 3º   | 51 | Eric Granado       | LCR E-Team                    | 8    | +1.125    | 2º      | 16    |
| 4º   | 4  | Héctor Garzó       | Dynavolt Intact GP            | 8    | +1.401    | 8º      | 13    |
| 5º   | 81 | Jordi Torres       | OpenBank Aspar Team           | 8    | +1.551    | 3º      | 11    |
| 6º   | 11 | Matteo Ferrari     | Felo Gresini MotoE            | 8    | +2.868    | 10º     | 10    |
| 7º   | 3  | Lukas Tulovic      | Dynavolt Intact GP            | 8    | +3.546    | 9º      | 9     |
| 8º   | 99 | Óscar Gutiérrez    | Axxis - MSi                   | 8    | +4.217    | 6º      | 8     |
| 9º   | 29 | Nicholas Spinelli  | Tech3 E-Racing                | 8    | +6.704    | 7º      | 7     |
| 10º  | 9  | Andrea Mantovani   | Klint Forward Factory Team    | 8    | +9.087    | 12º     | 6     |
| 11º  | 77 | Miquel Pons        | Axxis - MSi                   | 8    | +11.625   | 14º     | 5     |
| 12º  | 72 | Alessio Finello    | Felo Gresini MotoE            | 8    | +12.517   | 15º     | 4     |
| 13º  | 34 | Kevin Manfredi     | Ongetta SIC58 Squadra Corse   | 8    | +12.856   | 13º     | 3     |
| 14º  | 6  | María Herrera      | Klint Forward Factory Team    | 8    | +12.984   | 16º     | 2     |
| 15º  | 7  | Chaz Davies        | Aruba Cloud MotoE Racing Team | 8    | +22.973   | 17º     | 1     |
| 16º  | 80 | Armando Pontone    | Aruba Cloud MotoE Racing Team | 8    | +23.376   | 18º     |       |

##### Ritirati
| Nº | Pilota          | Squadra                     | Giri | Griglia |
| -- | --------------- | --------------------------- | ---- | ------- |
| 21 | Kevin Zannoni   | OpenBank Aspar Team         | 6    | 5º      |
| 55 | Massimo Roccoli | Ongetta SIC58 Squadra Corse | 1    | 11º     |

#### Gara 2

##### Arrivati al traguardo
| Pos. | Nº | Pilota             | Squadra                       | Giri | Tempo     | Griglia | Punti |
| ---- | -- | ------------------ | ----------------------------- | ---- | --------- | ------- | ----- |
| 1º   | 99 | Óscar Gutiérrez    | Axxis - MSi                   | 8    | 13'29"676 | 6º      | 25    |
| 2º   | 40 | Mattia Casadei     | LCR E-Team                    | 8    | +0.109    | 1º      | 20    |
| 3º   | 51 | Eric Granado       | LCR E-Team                    | 8    | +0.302    | 2º      | 16    |
| 4º   | 81 | Jordi Torres       | OpenBank Aspar Team           | 8    | +1.381    | 3º      | 13    |
| 5º   | 21 | Kevin Zannoni      | OpenBank Aspar Team           | 8    | +1.842    | 5º      | 11    |
| 6º   | 11 | Matteo Ferrari     | Felo Gresini MotoE            | 8    | +1.984    | 10º     | 10    |
| 7º   | 4  | Héctor Garzó       | Dynavolt Intact GP            | 8    | +2.085    | 8º      | 9     |
| 8º   | 61 | Alessandro Zaccone | Tech3 E-Racing                | 8    | +2.522    | 4º      | 8     |
| 9º   | 9  | Andrea Mantovani   | Klint Forward Factory Team    | 8    | +5.222    | 11º     | 7     |
| 10º  | 77 | Miquel Pons        | Axxis - MSi                   | 8    | +6.773    | 13º     | 6     |
| 11º  | 29 | Nicholas Spinelli  | Tech3 E-Racing                | 8    | +8.505    | 7º      | 5     |
| 12º  | 72 | Alessio Finello    | Felo Gresini MotoE            | 8    | +11.115   | 14º     | 4     |
| 13º  | 6  | María Herrera      | Klint Forward Factory Team    | 8    | +11.385   | 15º     | 3     |
| 14º  | 34 | Kevin Manfredi     | Ongetta SIC58 Squadra Corse   | 8    | +12.797   | 12º     | 2     |
| 15º  | 7  | Chaz Davies        | Aruba Cloud MotoE Racing Team | 8    | +17.650   | 16º     | 1     |
| 16º  | 80 | Armando Pontone    | Aruba Cloud MotoE Racing Team | 8    | +17.956   | 17º     |       |
| 17º  | 3  | Lukas Tulovic      | Dynavolt Intact GP            | 8    | +57.331   | 9º      |       |